# Amazonemieren
Amazonemieren (Polyergus) vormen een geslacht van mieren uit de onderfamilie schubmieren (Formicinae).

## Soorten
- Polyergus rufescens Latreille, 1798 (Amazonemier)
- Polyergus breviceps Emery, 1893
- Polyergus lucidus Mayr, 1870
- Polyergus nigerrimus Marikovsky, 1963
- Polyergus samurai Yano, 1911
- Polyergus texana Buckley, 1866